# Le vin est tiré
Le vin est tiré est un roman de Robert Desnos publié en 1943.

## Présentation
En 1943, le poète surréaliste Robert Desnos publie un roman inattendu qui conte la vie d'une « bande » d'hommes et de femmes que rien, ni l'appartenance de classe, ni les goûts, ne semblent devoir rapprocher.
Tous ces personnages ont cependant un point commun, la drogue. Le chapitre introductif est un manifeste présentant une défense des « intoxiqués » qui sont victimes à la fois de la société avec ses «  lois de répressions actuelles » et de l'ordre social qui brime « le libre développement de l'individu », mais aussi d'eux-mêmes et de leurs « vices ». Ces « poisons » ne concernent pas seulement les classes « riches ou intellectuelles », mais « menacent (également) le prolétariat ».
Les premiers chapitres présentent les membres de cette « bande », à commencer par celui auquel le romancier s'identifie, Antoine Maison, qui ouvre le roman par un récit quasi-onirique issu du temps de son service militaire au Maroc (le poète Desnos « signe » ainsi ce roman qui semble trancher avec sa production poétique habituelle). La bande est structurée autour d'une jeune femme très belle, très riche et très droguée, « Barbara Durand », et c'est par amour pour Barbara, pour pouvoir la retrouver chaque soir, qu'Antoine s'est mis à l'opium.
Il y a Auportain, le vieux médecin expérimenté, à la fois cynique et bienveillant, qui regarde avec distance cette bande de jeunes gens qui gâchent leur vie. Et aussi le jeune et beau Courvoisier, le rustique Artenac, l'ouvrier Dondlinger séduit lui aussi par Barbara, Columot le fils de bourgeois. Et il y a des jeunes femmes, comme Berthe, Lily ou Marie-Jacqueline, et Simonne, la mère de famille qu'ennuie sa monotone vie conjugale. Tous connaissent les rites de la consommation de la cocaïne (qui se prise), de l'opium (qui se fume), de l'héroïne (qui s'injecte). Tous ont peur d'être pris par la police qui les surveille. Tous sont velléitaires et souvent impuissants. Tous sont prêts à devenir esclaves pour avoir leur dose.
Bientôt, chaque chapitre du livre raconte comment chaque personnage est victime de sa situation.  Les accidents de voiture quand le conducteur est drogué. La police qui les surveille. Comment la force de séduction de Barbara entraîne des jeunes hommes dans la drogue. Les conversations sans communication pendant les soirées ou l'on « kieffe ». Les serments d'abandon de la drogue — serments qui ne sont jamais tenus. L'impossibilité de retrouver une vie « normale », même pour ceux qui avaient eu du génie « avant » la drogue. Les manigances incessantes. Les risques pris pour trouver de la drogue quand elle manque. Ou quand l'argent manque. Les arrestations par la police. Les inutiles cures de désintoxication. La déréliction et la déchéance. Les vols entre « amis ». L'internement dans les asiles. Les suicides. Les disparitions. Les morts par overdose.

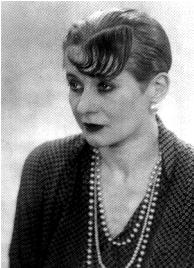
Yvonne George vers 1928.

## Une expérience autobiographique
Robert Desnos a écrit ce livre en s'inspirant de son expérience tragique avec la célèbre chanteuse Yvonne George qu'il aimait follement : elle apparaît comme la « Mystérieuse » dans les poèmes qu'il publie dans La Révolution surréaliste en 1926.
Mais Yvonne George ne s'intéressait pas aux hommes. Outre son addiction aux drogues, elle fut frappée par la tuberculose. Elle mourut dans un hôtel de Gênes le 16 mai 1930, à 33 ans. Robert Desnos était seul à son chevet.

## Analyse
- Si vous ne connaissez pas le sujet, laissez ce bandeau (vous pouvez alors contacter les auteurs).
- Si vous supprimez le contenu mis en cause (vous pouvez préalablement contacter les auteurs),

argumentez précisément cette suppression dans la page de discussion
(un manque de référence n'est pas un argument ; une recherche réelle de référence doit avoir été effectuée, être formellement documentée).
Ce roman de Desnos est largement méconnu. Le poète, ancien surréaliste, était réputé pour son sens de l'image et  son écriture lyrique et imaginative. Le voir écrire un roman « sociologique », quasiment un « roman à thèse », avait choqué. On s'est aussi étonné que Desnos, membre actif de la résistance, futur déporté et martyr, ait pu publier en 1943, donc en pleine seconde guerre mondiale, un roman engagé et réaliste sur le drame des drogués. Mais un grand écrivain n'écrit que ce qu'il porte réellement en lui, et Desnos portait le deuil de son amour pour Yvonne George depuis 1930. En outre, ce récit met en scène une bande de jeunes gens menant une vie marginale et dangereuse ; il peut donc être lu comme une métaphore de la vie sous l'Occupation (la surveillance de la police, par exemple).
Littérairement, Desnos innove en écrivant le roman collectif d'une « bande », comme en écrira plus tard Patrick Modiano. Des gens, que rien n'aurait dû rapprocher, se fréquentent tous les jours (et toutes les nuits), sans que l'amour y joue un grand  rôle (sauf pour le narrateur Antoine), ni même l'amitié. Quand l'un d'entre eux meurt, ce n'est pas la disparition d'un ami qui frappe les autres membres de la bande, mais la nécessité de se débarrasser d'un corps qui encombre car il manifeste publiquement la présence de la drogue. C'est leur immaturité et la vacuité angoissante de leur vie qui ont conduit ces êtres à la drogue ; c'est ce choix qui les a amenés à se rencontrer et à fréquenter continuellement le « clan Barbara », tant que celle-ci est présente.
Le Vin est tiré est un roman sur la solitude en groupe. Il est constitué de brefs chapitres qui peuvent être lus comme des nouvelles qui s'enchainent rapidement. L'écriture est vive et sans aucun pathos. Les pages où « Antoine » décrit ses pulsions d'amour et de haine vis-à-vis de « Barbara » sont nécessaires à la connaissance de l'expérience qui est en arrière-plan des poèmes que Desnos a publié en 1930 (Corps et Biens). 